# Alberto Farnese
Alberto Farnese (Palombara Sabina, 3 de junio de 1926-Roma, 2 de junio de 1996) fue un actor italiano. Apareció en más de 80 películas y programas de televisión desde 1951 hasta 1989. Protagonizó la película Amanecer en puerta oscura, que ganó el Oso de Plata Extraordinario del Jurado en el 7.º Festival Internacional de Cine de Berlín.

## Filmografía
- I figli di nessuno (1951)
- Menzogna (1952)
- Roma ore 11 (1952)
- Prigionieri delle tenebre (1952)
- Legione straniera (1952)
- Donne proibite  (1953)
- Disonorata (senza colpa) (1954)
- Le due orfanelle (1954)
- El oro de Nápoles (1954)
- Ripudiata (1954)
- Due lacrime (1954)
- L'orfana del ghetto (1954)
- La canzone del cuore (1955)
- L'angelo bianco (1955)
- Vendicata! (1956)
- Torna piccina mia! (1955)
- Un giglio infranto (1955)
- Un palco all'opera (1955)
- Storia di una minorenne (1956)
- Porta un bacione a Firenze (1956)
- Mamma sconosciuta (1956)
- Amanecer en puerta oscura (1957)
- L'angelo delle Alpi, regia di Carlo Campogalliani (1957)
- Il corsaro della mezza luna (1957)
- Un amore senza fine (1958)
- Il cavaliere senza terra (1958)
- Le secret du Chevalier d'Éon (1959)
- Caterina Sforza, la leonessa di Romagna (1959)
- Nel segno di Roma (1959)
- La congiura dei Borgia (1959)
- Il terrore dell'Oklahoma (1959)
- I giganti della Tessaglia (Gli Argonauti) (1960)
- La regina delle Amazzoni (1960)
- La notte del grande assalto (1960)
- L'assedio di Siracusa (1960)
- Saffo, venere di Lesbo (1960)
- Solimano il conquistatore (1961)
- Le meraviglie di Aladino (1961)
- Le puits aux trois vérités (1961)
- Nefertite, regina del Nilo (1961)
- AIl gigante di Metropolis (1961)
- Caccia all'uomo (1961)
- I fratelli corsi (1961)
- I Don Giovanni della Costa Azzurra (1962)
- Il gladiatore di Roma (1962)
- Il figlio dello sceicco (1962)
- Il giorno più corto (1963)
- Il boia di Venezia (1963)
- Il Leone di San Marco (1963)
- Vino, whisky e acqua salata (1963)
- La cieca di Sorrento (1963)
- Sandokan contro il leopardo di Sarawak (1964)
- Sandokan alla riscossa (1964)
- I due gladiatori (1964)
- La valle dell'eco tonante (1964)
- Río maldito (1966)
- Cinco pistolas de Texas (1966)
- Un dollaro di fuoco (1966)
- Viaje de novios a la italiana (1966)
- Uccidi o muori (1967)
- Addio mamma (1967)
- El magnífico Tony Carrera (1968)
- Die Hochzeitsreise (1969)
- Una ragazza di Praga (1969)
- I vendicatori dell'Ave Maria (1970)
- Tell Me (1970)
- Veinte pasos para la muerte (1970)
- Il ritorno del gladiatore più forte del mondo (1971)
- Camorra (1972)
- Storia di fifa e di coltello - Er seguito d'er più (1972)
- Tony Arzenta (Big Guns) (1973)
- El affaire Dominici (1973)
- Crash! Che botte... Strippo strappo stroppio (1973)
- Il bacio di una morta (1974)
- El justiciero del mediodía (1975)
- Squadra antitruffa (1977)
- Assassinio sul Tevere (1979)
- Zappatore (1980)
- Crema, cioccolato e pa... prika (1981)
- I mercenari raccontano... (1985)
- Asilo di polizia (1986)
- Bianco Apache (1986)
- Scalps (1987)
- Fiori di zucca (1989)
- Diritto di vivere (1989)
- Vite perdute (1992)